# Can Serra (Sant Adrià de Besòs)
Can Serra és una masia situada a la carretera de Mataró, 124 de Sant Adrià del Besòs, catalogada com a bé cultural d'interès local. Actualment, acull el Museu d'Història de la Immigració de Catalunya.

## Història
El 1798, el comerciant Josep de Martí i Serra va adquirir un prat d'indianes, conegut com a prat d'en Pongem, i una altra peça de terra anomenada la Verneda als síndics del concurs de creditors d'Antoni Pongem i Alabau. Casat amb Teresa Estruch i Llimona, natural d'Esparreguera, amb qui tingué sis fills, va morir el 1828, deixant com a hereu universal el seu net Josep de Martí i de Cardeñas (1819-1903), fill pòstum del seu primogènit Tomàs de Martí i Estruch (†1819) i de la barcelonina Jacinta Cardeñas i Foraster. Això provocaria un conflicte amb els seus altres cinc fills, que no veien amb bons ulls que un nen de 9 anys heretés tot el patrimoni.
El 1842, Josep de Martí i la seva mare van posar el prat en subhasta, que fou adquirit l'any següent per l'indià Llogari Serra i Vilarmau (1773-1846). Aquest va llogar el prat a uns fabricants, i va morir aquell mateix any, llegant la propietat al seu cosí Josep Serra i Farreras i al seu nebot Vicenç Serra i Quinglues, que el 1865 va vendre la seva meitat al primer, juntament amb la d'una altra finca que havien comprat a mitges. Josep Serra ampliaria la propietat amb diverses adquisicions i hi faria construir una casa.
A la seva mort el 1877, va llegar la propietat a Consol de Moragas i de Quintana (1828-1904), marquesa de Moragas, i Pilar de Moragas i de Quintana (1824-1887), filles del primer matrimoni de la seva esposa Carlota Quintana amb Josep Ignasi Moragas. La finca passaria a mans de Juli Maria Parellada i de Moragas (1857-1909), fill de Pilar i de Francesc Parellada i Ribas, que hi va fer traslladar pedra a pedra la portalada gòtica de l'enderrocat Convent del Carme de Barcelona, situant-la a tocar de la masia de Cal Tondo. Posteriorment, va vendre la propietat a l'industrial Antoni Rocamora i Pujolà, per la qual cosa la casa seria coneguda com a Casa Rocamora.
El 1960, a causa de l'eixamplament del pont de la N-2 sobre el Besòs, es va haver de sacrificar l'escalinata de la façana oest. Cap al 1970, la masia va ser transformada en dos habitatges independents, i una part de la porxada es va dedicar al comerç de mobles i ceràmica. A la dècada dels 1980, una part de la finca fou expropiada pel Consell Comarcal del Barcelonès amb motiu de les obres de la Ronda del Litoral, i el 1997, la junta directiva del Reial Club Esportiu Espanyol va comprar-ne 6 ha per a construir-hi la seva Ciutat Esportiva, inaugurada el 2001. La masia va estar un bon temps abandonada i va patir actes vandàlics que van agreujar-ne el deteriorament, fins que el 2004 fou rehabilitada per l'arquitecte David Ferrer per a acollir el Museu d'Història de la Immigració de Catalunya (MhiC).

## Descripció
Edifici de quatre vents de planta baixa, pis i golfes amb coberta de teula ceràmica a quatre vessants. A la planta baixa hi ha una porxada amb una columnata toscana, amb columnes ordenades de dues en dues excepte a les cantonades, on són més gruixudes. A sobre hi ha una terrassa, la barana de la qual està formada per una combinació de pilastres (que mantenen el ritme de la columnata) i balustrades que tanquen l'espai intercolumni. Les obertures de la planta baixa han estat molt modificades, destaquen, però, les dues portalades simètriques de la façana principal. Al pis hi ha finestres balconeres, mentre que a les golfes hi ha finestres rectangulars en disposició horitzontal.
A les quatre cantonades de la coberta i als extrems del carener hi ha pinacles de ceràmica esmaltats. El parament és d'estuc en fred.